# Capelle aan den IJssel
Capelle aan den IJssel, vaak ook kortweg Capelle genoemd, is een plaats en gemeente in de Nederlandse provincie Zuid-Holland, gelegen aan de Hollandse IJssel. De gemeente telt 67.925 inwoners en heeft een oppervlakte van 15,40 km² (waarvan 0,50 km² water).

## Geschiedenis
Capelle aan den IJssel werd in de 12e eeuw als nederzetting aan de rivier de Hollandse IJssel gesticht.
In de 14e eeuw werd er een kasteel gebouwd, het Slot Capelle (ca. 1340-1798). Hiervan resteert alleen het Dief- en Duifhuisje, wat gebruikt werd als gevangenis.
Op 15 november 1899 botste de posttrein 80bis, een extra trein met post en reizigers die uit Engeland kwamen, bij Capelle aan den IJssel op de stilstaande reizigerstrein 60. Drie houten wagons werden verbrijzeld waardoor acht doden en twaalf gewonden vielen. Het was de grootste spoorramp in Nederland in de 19e eeuw.
Tot halverwege de 20e eeuw was Capelle een klein dorp dat leefde van aan de rivier gerelateerde bedrijvigheid.
De getijdenwerking in de Hollandse IJssel bleek bij de watersnood van 1953 een groot gevaar te zijn en in 1954 werd begonnen met de bouw van het eerste deltawerk, de Stormvloedkering Hollandse IJssel, in combinatie met de bijbehorende Algerabrug die Capelle aan den IJssel verbindt met Krimpen aan den IJssel. In 1958 werden deze voltooid.
Vanaf de jaren vijftig werd wijk na wijk gebouwd, die veelal werden bevolkt door Rotterdammers. In 1958 kwamen er voormalige Molukse soldaten van de KNIL wonen, met hun gezinnen. Zij werden gehuisvest in barakkenkamp IJsseloord.
In 2001 werd gestart met de laatste grote uitbreiding van Capelle aan den IJssel, de woonwijk Fascinatio.

## Geografie

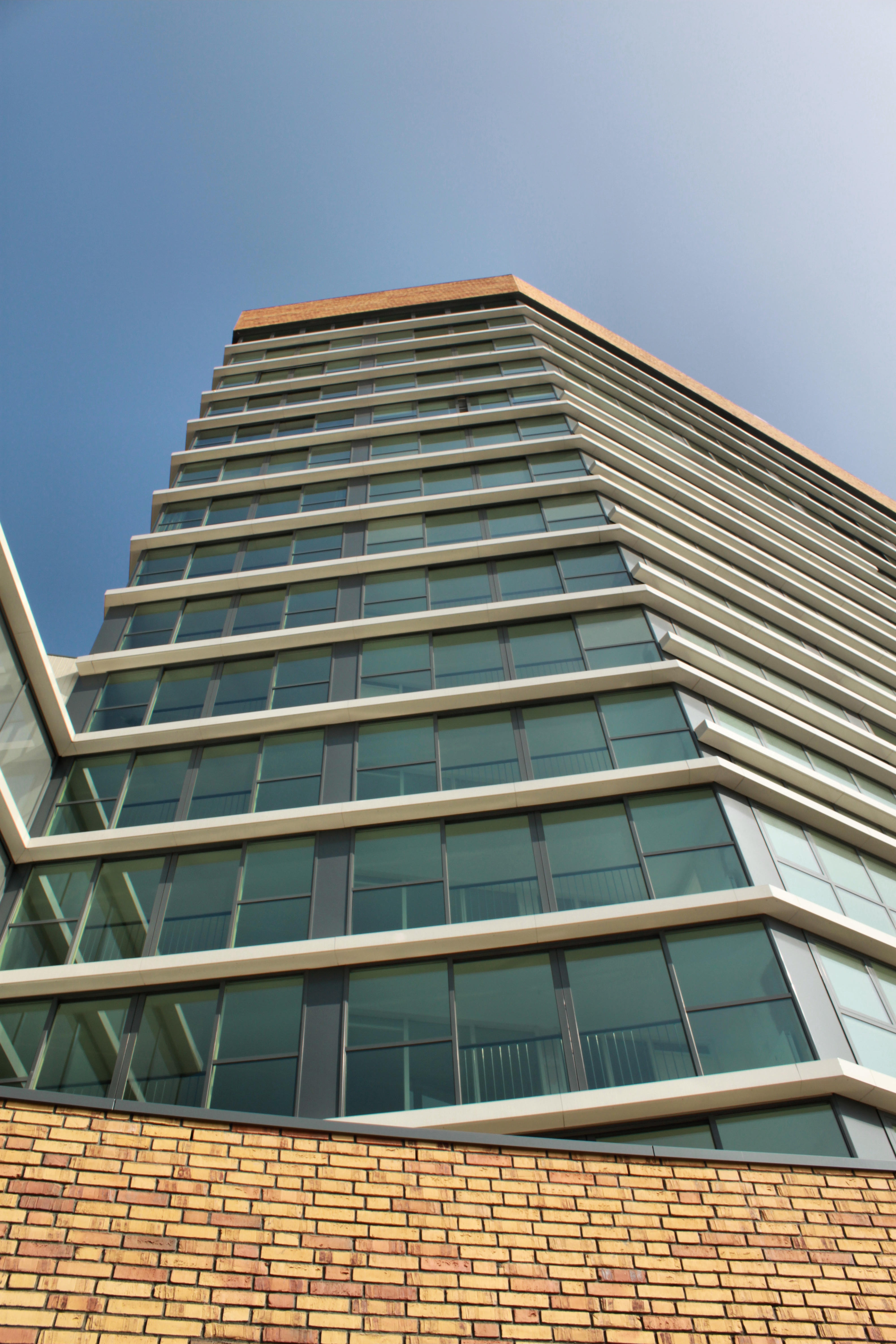
Nieuwbouw in het stadscentrum

Binnen de gemeentegrenzen van Capelle aan den IJssel liggen geen andere kernen. De gemeente is verdeeld in een aantal wijken: Schollevaar, Schenkel, Oostgaarde, Middelwatering, Capelle-West, 's-Gravenland, Fascinatio en het bedrijvenpark Rivium. De gemeente maakt onderdeel uit van het samenwerkingsverband stadsregio Rotterdam en de metropoolregio Rotterdam Den Haag.
De gemeente strekt zich uit langs de Hollandse IJssel aan de monding in de Nieuwe Maas.
De ruimtelijke opzet van Capelle aan den IJssel is enigszins ongebruikelijk voor een Nederlandse gemeente. Hoewel de bebouwde kom als één kern wordt beschouwd, zijn het er in feite meerdere. Deze kernen grenzen alle aan Rotterdam, maar niet aan elkaar. Tussen het noordelijke deel, bestaande uit de wijk Schollevaar, en het zuidelijk deel (Middelwatering/Oostgaarde) ligt het Schollebos. Tot slot ligt omsloten door de gemeente Capelle op Rotterdams grondgebied het voormalige dorp Kralingse Veer.
De gemeente Capelle aan den IJssel kent enkele winkelcentra, waaronder De Koperwiek, De Terp, Slotplein en Picassopassage (voorheen de Scholver). Rond de Koperwiek, het grootste winkelcentrum, is een nieuw stadscentrum ontstaan, met een theater, de bibliotheek en het gemeentehuis. Veel van de ruimtelijke ontwikkelingen die de komende jaren zullen plaatsvinden, vinden in dit gebied plaats.
Ten oosten van Capelle aan den IJssel ligt het Hitland, een natuurgebied met een grote hoeveelheid bos.

### Groenste stad
Capelle aan den IJssel mocht zichzelf in 2015 de groenste stad van Nederland noemen. De titel van stichting Entente Florale werd in september 2015 uitgereikt tijdens de Nationale Groendag.

## Verkeer en vervoer

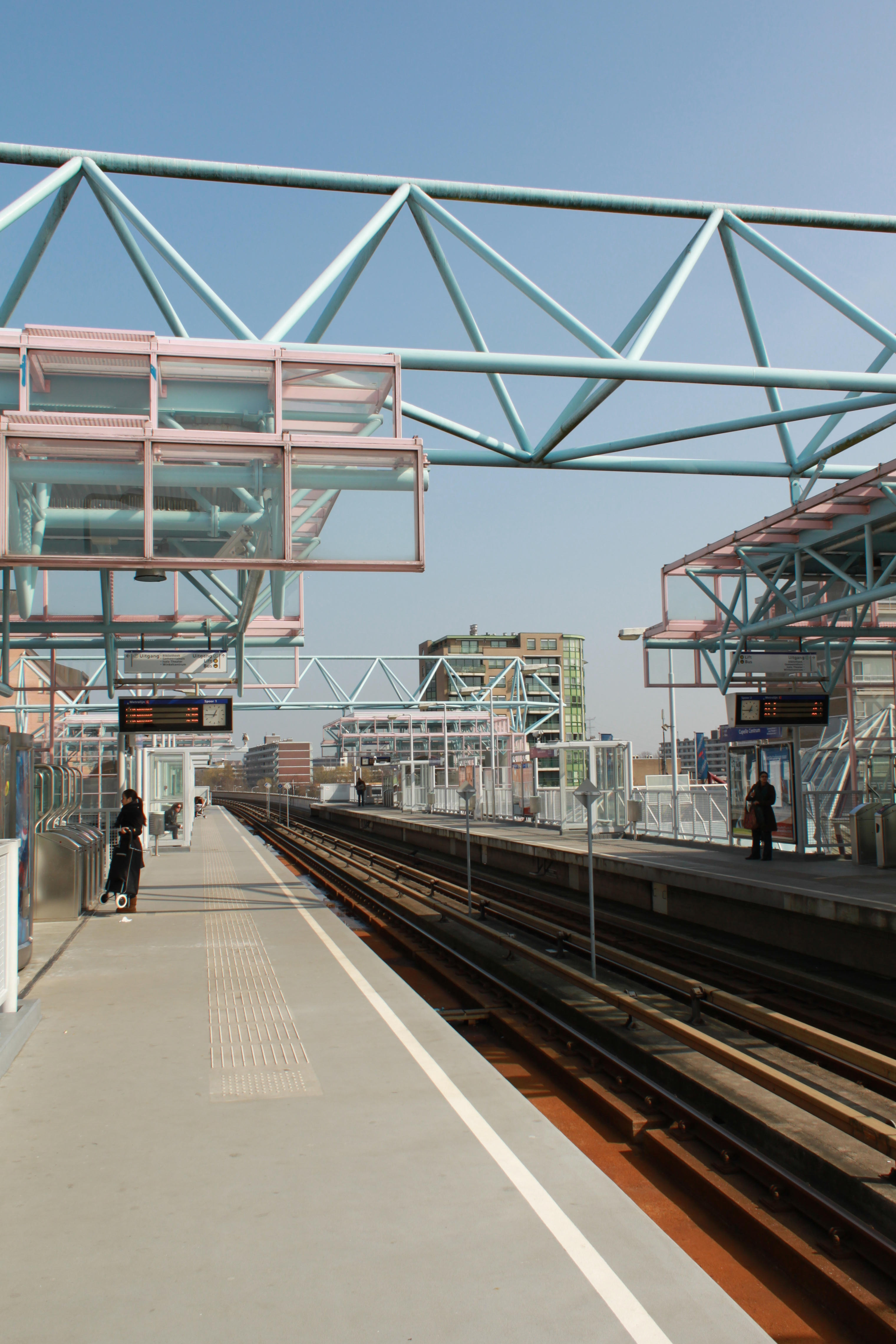
Metrostation Capelle Centrum

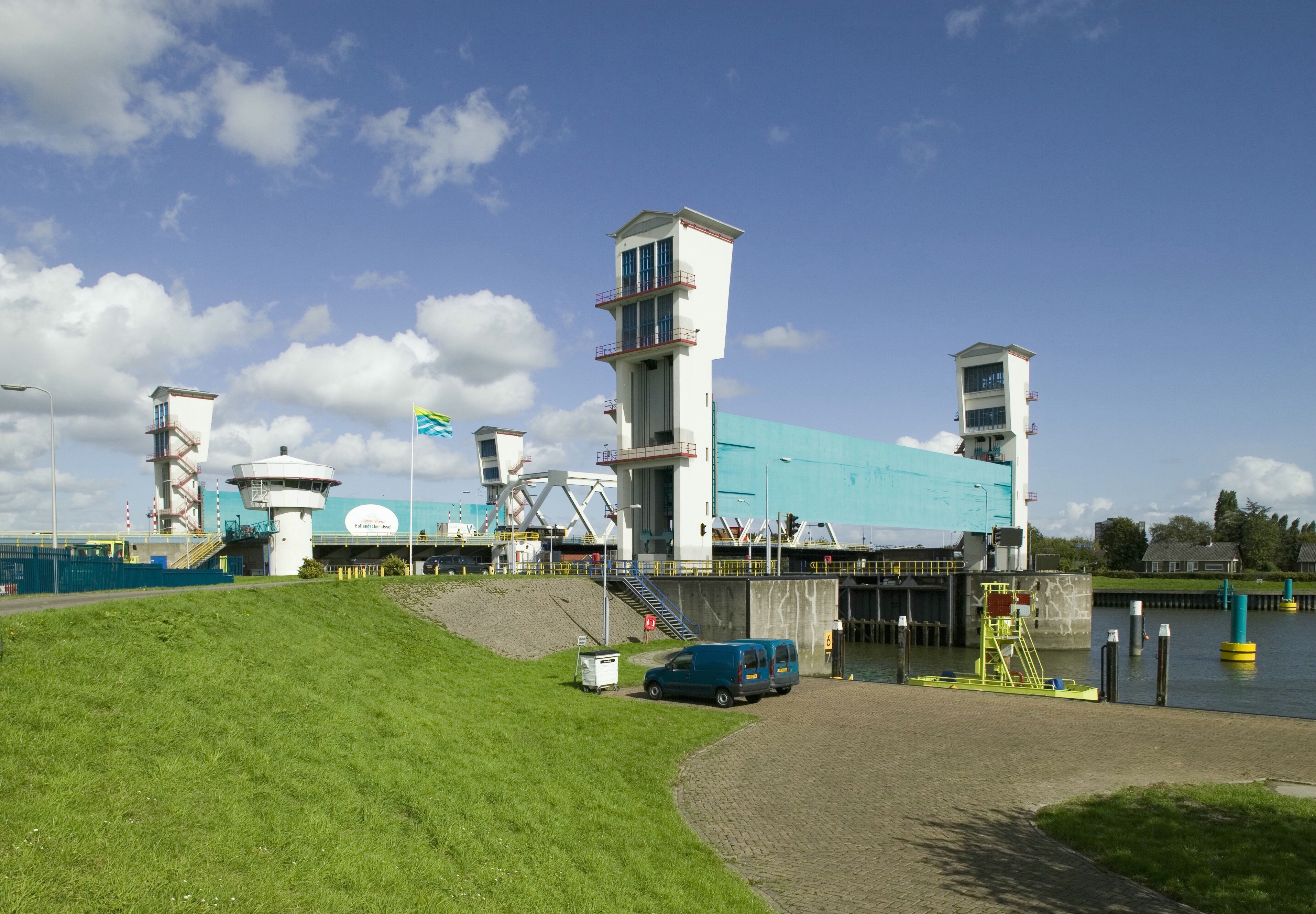
De Algerabrug, onderdeel van de Stormvloedkering, gezien vanaf de Ketensedijk

### Autoverkeer
De gemeente is gesitueerd aan de A16 (afrit 25) en de A20 (afrit 16). De N219, binnen de gemeentegrenzen Abram van Rijckevorselweg geheten, begint in Capelle en voert via Nieuwerkerk aan den IJssel naar de A12. De N210 begint eveneens in Capelle, en vormt een belangrijke oeververbinding over de Hollandse IJssel.

### Openbaar vervoer
Capelle aan den IJssel maakt deel uit van het netwerk van de Nederlandse Spoorwegen door middel van het station Capelle Schollevaar. Op dit station stoppen alleen Sprinters, met een frequentie van tweemaal per uur en in de spits viermaal per uur. Het dichtstbijzijnde intercitystation is station Rotterdam Alexander in de gemeente Rotterdam.
Capelle aan den IJssel is op het metronetwerk van Rotterdam aangesloten. De oost-westlijn heeft sinds 1994 een vertakking naar het centrum van Capelle aan den IJssel. Deze vertakking, nu metrolijn C geheten, kent drie metrostations: Slotlaan, Capelle Centrum en De Terp. Ook liggen enkele metrostations direct buiten de gemeentegrens: Schenkel op de grens van de Rotterdamse wijk Prinsenland en de Capelse wijk Schenkel, en Capelsebrug iets verder naar het westen. Vanuit de meest westelijke punt van de gemeente, woonwijk Fascinatio en bedrijvenpark Rivium, is metrohalte Kralingse Zoom het dichtstbijzijnde OV-knooppunt.
De gemeente wordt bediend door diverse buslijnen, van zowel de RET als Qbuzz. Daarnaast is er de ParkShuttle, een elektronisch geleide autobusdienst die automatisch werkt, zonder chauffeur. De ParkShuttle rijdt vanaf metrostation Kralingse Zoom naar diverse haltes op het bedrijvenpark Rivium. De dienst is in handen van Transdev. Sinds 3 april 2023 meert ook de Waterbus aan bij het Rivium, zodat dit ook te bereiken is via de Nieuwe Maas.
Tot slot zijn sinds 2012 op afroep elektrische tuktuks beschikbaar in Capelle aan den IJssel. Het betreft hier een gezamenlijk project van de gemeente Capelle aan den IJssel, stichting Flex Capelle en stichting CapelleWerkt.

## Economie

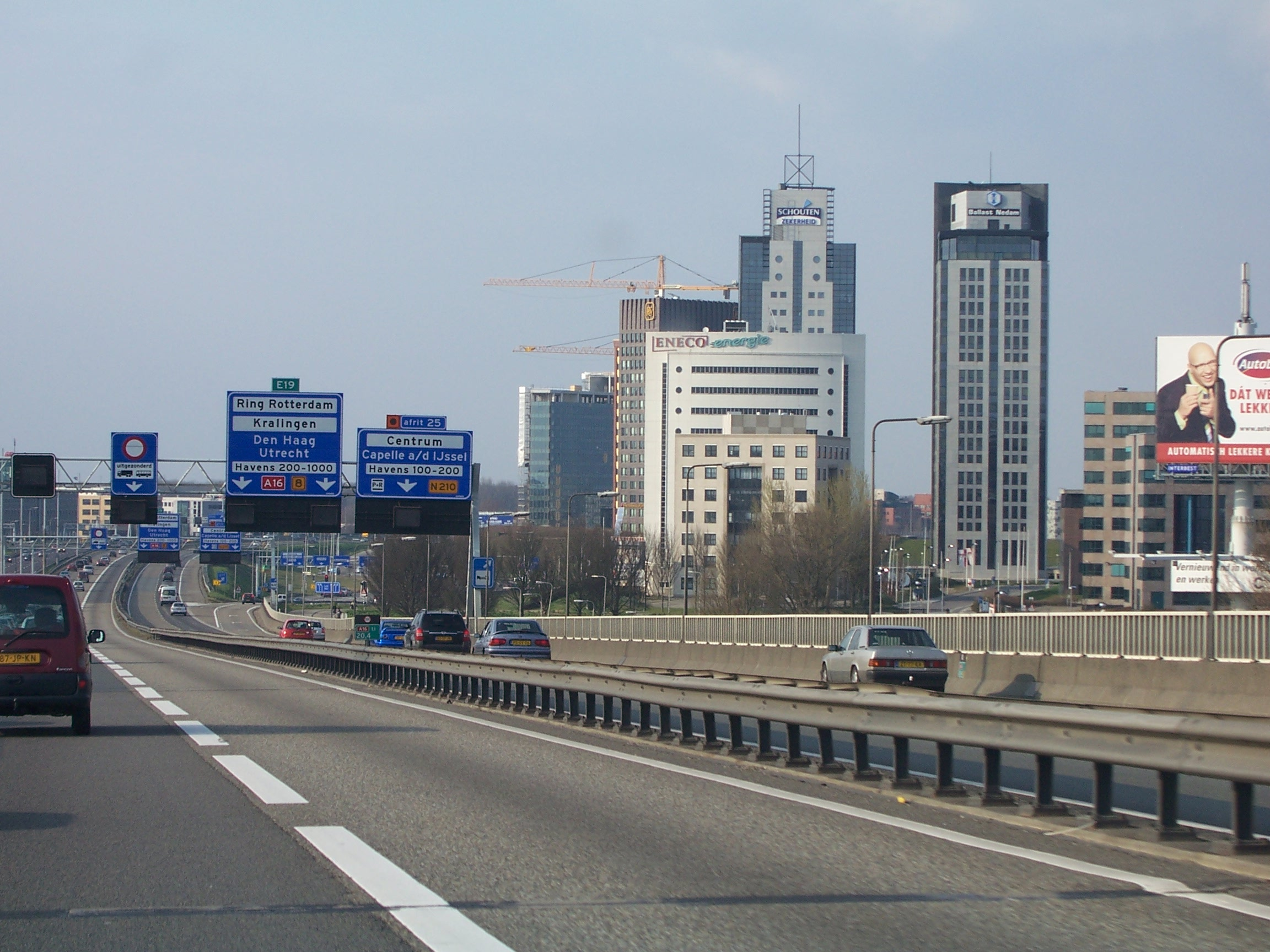
Rivium gezien vanaf A16

Ten oosten van de A16 bevindt zich het bedrijventerrein Rivium. In 2010 waren hier 353 bedrijven gevestigd die werk boden aan 11.843 werknemers. Hiermee is het de grootste werkgelegenheidsconcentratie in de gemeente. Op Rivium, ten oosten van de Van Brienenoordbrug bevindt zich onder meer de afvalwaterzuiveringsinstallatie Kralingseveer. Deze afvalwaterzuiveringsinstallatie zuivert het afvalwater van bedrijven en huishoudens (360.000 mensen) uit een deel van Rotterdam, Capelle aan den IJssel en Bergschenhoek.
In het noorden van de gemeente, aan de A20, ligt het Hoofdweggebied. Dit is een bedrijventerrein met 422 bedrijven en 10.094 werknemers. Hiermee staat het binnen de gemeente op de tweede plaats wat betreft werkgelegenheid.
In totaal zijn er 37.448 banen in Capelle (2010), bij 2.720 bedrijven. 59% van de banen bevindt zich in de dienstensector, 25% in de handel, horeca of vervoer en 15% in de bouw of industrie.

## Cultuur

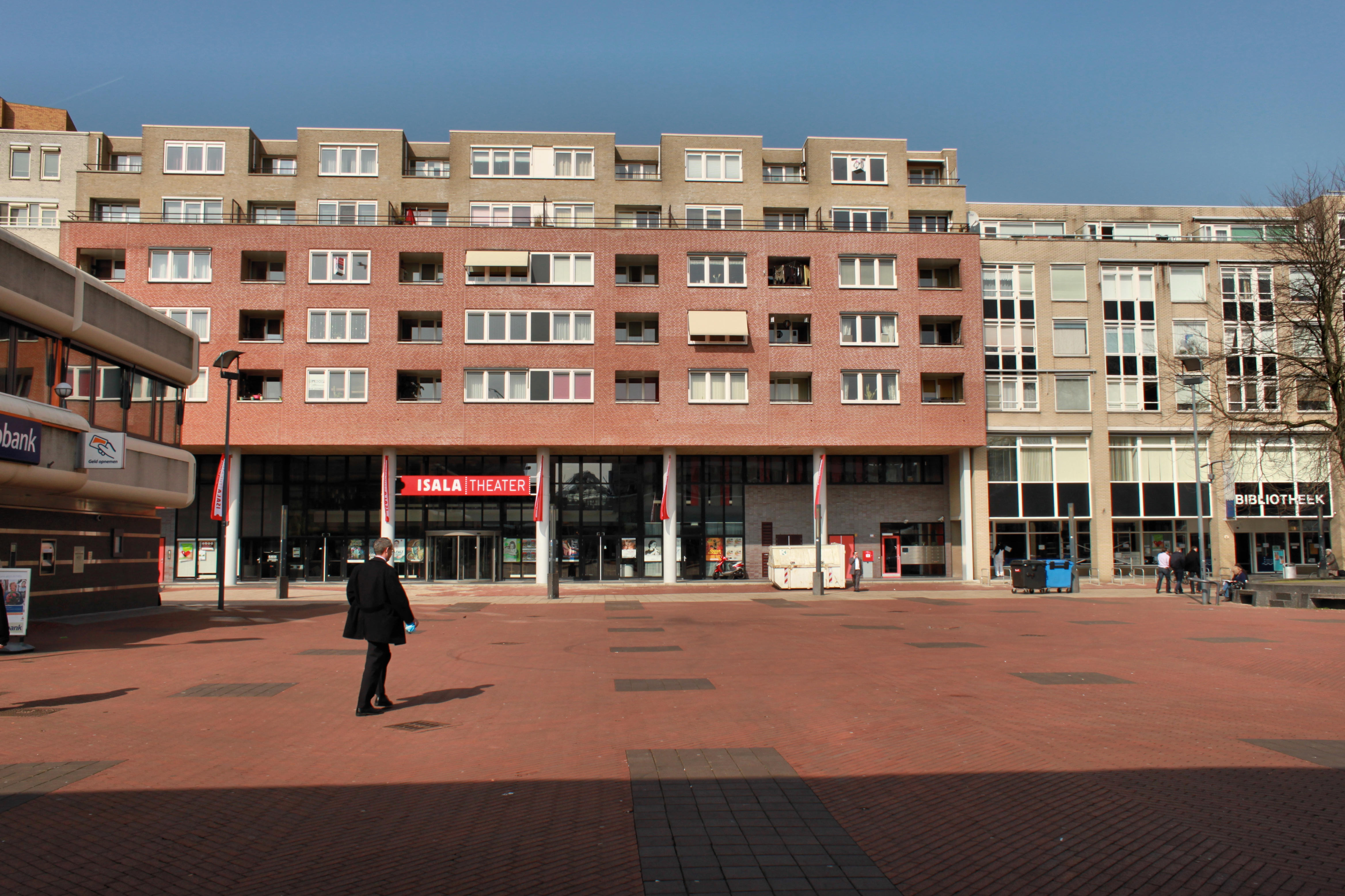
Het Stadsplein met het Isala Theater en de bibliotheek

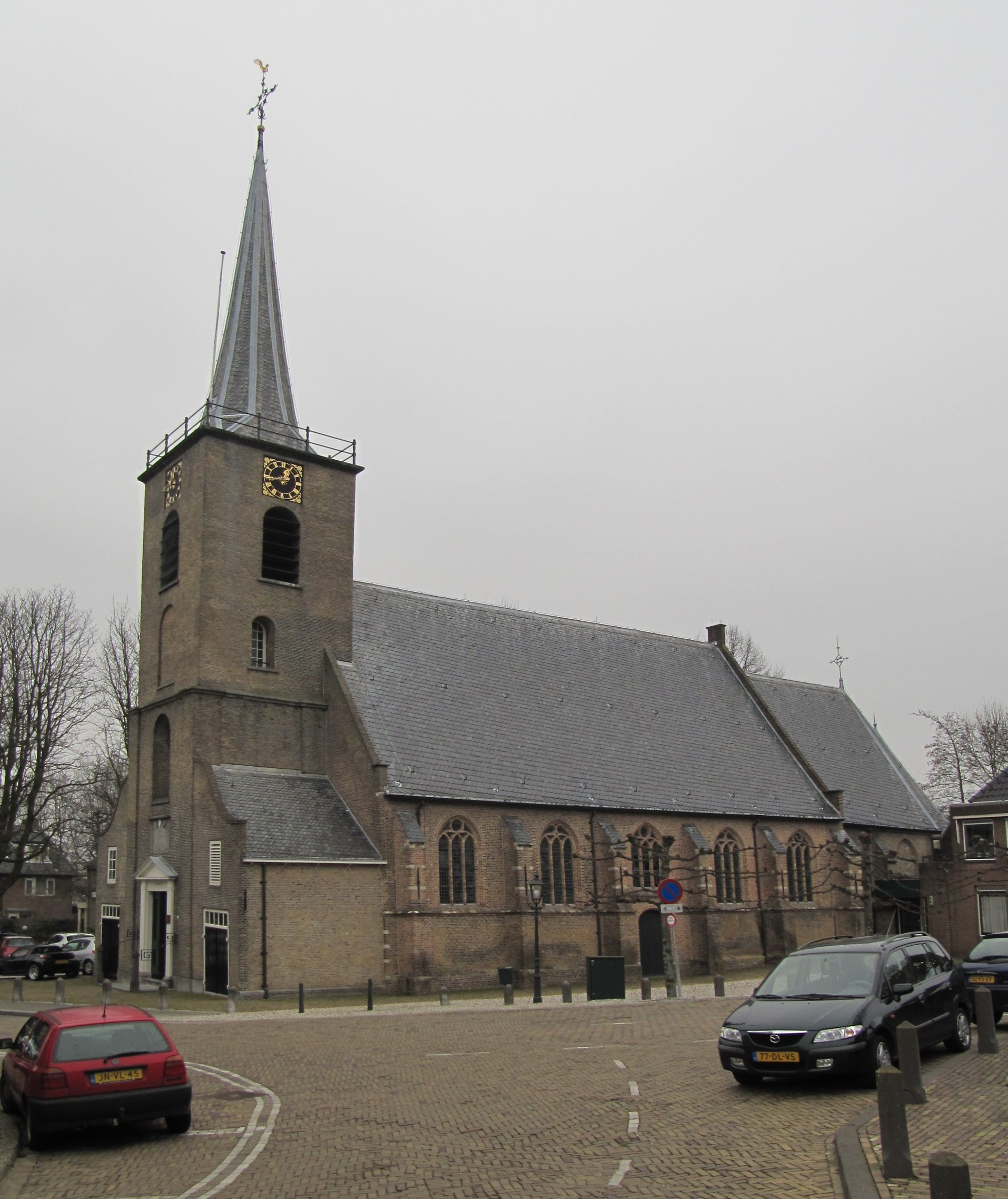
De dorpskerk aan de Kerklaan

### Stadsdichter
Vanaf januari 2016 heeft Capelle aan den IJssel een stadsdichter. De eerste stadsdichter (2016 - 2017) was Miranda de Haan.

### Podia
Sinds 1999 heeft Capelle aan den IJssel een theater (het 'Isala Theater') met twee zalen: een grote zaal met 512 plaatsen en een kleine zaal (de 'Luc Lutz' zaal) met 151 plaatsen. In dit theater worden tevens films vertoond (Isala Film).
In 2010 is er in Capelle aan den IJssel een nieuw jongerencentrum in gebruik genomen, Jongerencentrum Capsloc. Het is gelegen in het centrum. Capsloc is een nieuw initiatief vanuit de gemeente en de plaatselijke jongerenwerkgroep om jongeren met muziek, kunst en sport bezig te houden. Vooral in het weekend zijn er feesten, concerten en workshops te bezoeken in Capsloc.

### Muziek
Sinds 1899 is Muziekvereniging EMM (eendracht maakt macht) dé muziekvereniging van Capelle aan den IJssel. De vereniging is gevestigd aan de Capelseweg. De vereniging heeft diverse afdelingen zoals een harmonie en een melodisch slagwerk groep. Muziekvereniging EMM organiseert elk jaar diverse optredens in en om Capelle aan den IJssel al dan niet in samenwerking met de gemeente Capelle. 

### Monumenten
In de gemeente zijn er een aantal rijksmonumenten en een oorlogsmonument, zie:
- Lijst van rijksmonumenten in Capelle aan den IJssel
- Lijst van oorlogsmonumenten in Capelle aan den IJssel
- Lijst van gemeentelijke monumenten in Capelle aan den IJssel

### Kerken
In Capelle aan den IJssel is een aantal verschillende kerken. Er zijn zes wijkgemeenten van de PKN, waarvan er drie hervormd en drie protestants zijn. Er is één Nederlandse Gereformeerde kerk en ook één gereformeerd-vrijgemaakte kerk die in 2023 niet is meegegaan in de fusie met de Nederlands Gereformeerde Kerken. De Gereformeerde Gemeenten tellen twee gemeenten. Ook is er een rooms-katholieke kerk, een Moluks protestantse kerk, een Pinkstergemeente, oud gereformeerde gemeente, Christelijk Gereformeerde Kerk, die van hetzelfde gebouw gebruikmaakt als de hervormde wijkgemeente Schollevaar, een evangelische gemeente en het Hervormd Lokaal, een plaatselijke afscheiding van de voormalig Nederlandse Hervormde Kerk.

### Musea

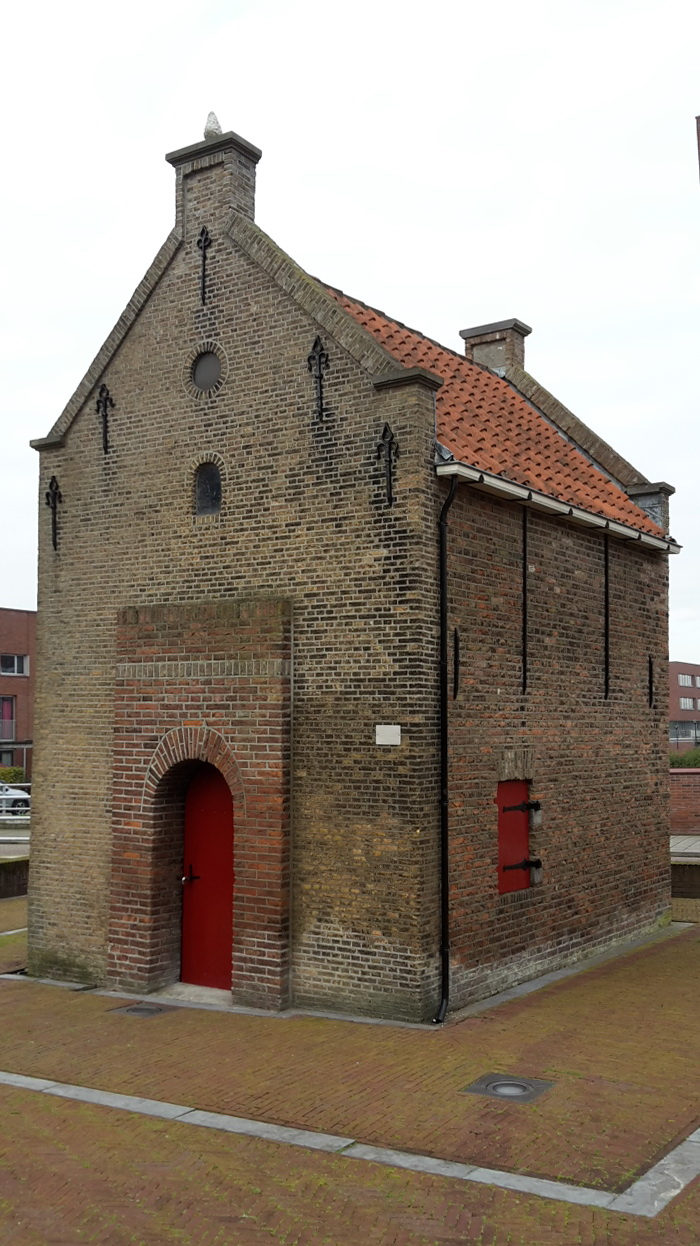
Dief- en Duifhuisje

In Capelle aan den IJssel bevindt zich het kleinste museum van Nederland: het Dief- en Duifhuisje. Dit gebouwtje diende als gevangenis van het Slot Capelle. De Historische Vereniging Capelle aan den IJssel organiseert daarnaast exposities in het Historisch Museum Capelle, gevestigd in het Stoomgemaal J.A. Beijerinck aan de Bermweg.

### Kunst in de openbare ruimte
In de gemeente zijn diverse beelden, sculpturen en objecten geplaatst in de openbare ruimte, zie:
- Lijst van beelden in Capelle aan den IJssel

### Media
De gemeente Capelle aan den IJssel heeft sinds 1983 ook haar eigen lokale omroep. De Stichting Lokale Omroep Capelle verzorgt onder de naam Radio Capelle 24 uur per dag radio- en televisie-uitzendingen voor de inwoners van Capelle, gecombineerd met een nieuwswebsite. Radio Capelle is vaak te vinden bij concerten en evenementen en doet verslag van de openbare vergaderingen van het gemeentebestuur. De geschreven pers in Capelle wordt gevormd door de weekkranten de IJssel- en Lekstreek en de editie Rotterdam-oost van het Algemeen Dagblad. Naast de kranten en de lokale omroep zijn er ook nog andere lokale nieuwswebsites in Capelle aan den IJssel, zoals Capelle Nieuws en Capelle Vandaag.

## Zorg en welzijn

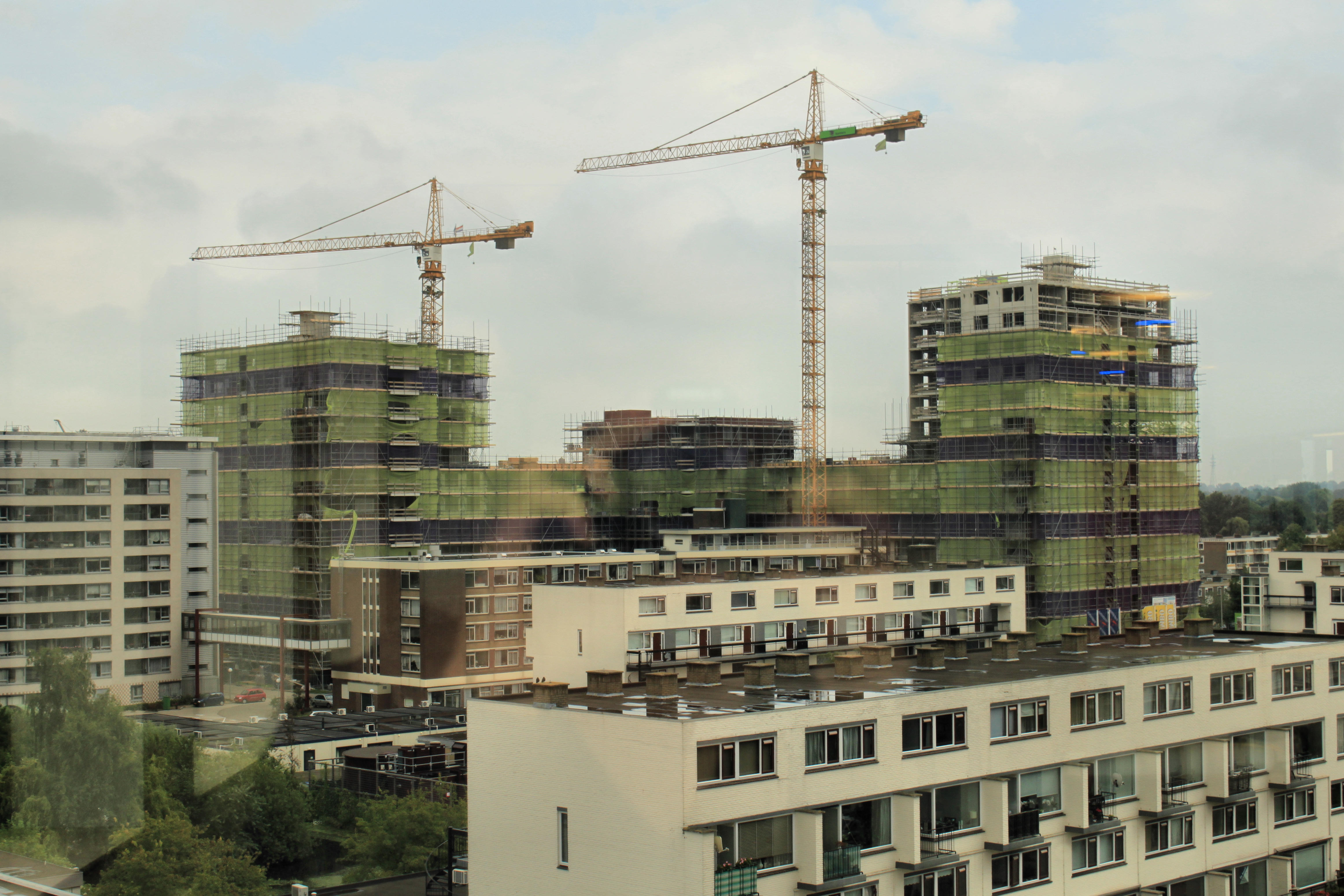
Nieuwbouw van zorgcentrum De Vijverhof (2012)

Het IJsselland Ziekenhuis is een groot ziekenhuis in de wijk Schenkel. Het vervult een regionale functie voor zowel Capelle als delen van Rotterdam en een aantal omliggende dorpen. Het ziekenhuis is in gebruik genomen in 1991, en is momenteel bezig met een aantal uitbreidingen.
In 2012 waren er in Capelle 31 huisartsen werkzaam, verdeeld over 20 praktijken. Er zijn 16 tandartspraktijken en 7 apotheken.
Er is een aantal verzorgingshuizen. De grootste daarvan zijn De Rozenburght, de Roo van Capelle en De Vijverhof. In de wijk Schenkel is een grote locatie van psychiatrische instelling van Bavo Europoort gevestigd.

## Onderwijs
Naast een groot aantal basisscholen zijn er in Capelle twee middelbare scholen: het IJsselcollege (van praktijkonderwijs tot vwo) en het Comenius College (mavo, havo, vwo en tweetalig onderwijs). Tevens is er in de wijk Oostgaarde een vestiging van ROC Zadkine.

## Bevolkingsontwikkeling
Capelle aan den IJssel is met de loop der jaren uitgegroeid tot een multiculturele stad. Zo is 7,1% van de inwoners van de gemeente van Surinaamse afkomst, 3,5% van Antilliaanse afkomst, 3,1% van Indonesische afkomst, 2,2% van Turkse afkomst en 1,7% van Marokkaanse afkomst. Andere nationaliteiten maken nog eens 24% van de bevolking uit. Het percentage autochtone Capellenaren bedroeg 58,4% per 1 januari 2024.
In 2024 was 15,7% van de bevolking jonger dan 14 jaar. 22% was ouder van 65 jaar. De gemiddelde leeftijd was 43,1 jaar.
Bron: StatLine Centraal Bureau voor de Statistiek 

## Sport
Capelle kent drie voetbalverenigingen; dit zijn vv Capelle, SVS en CVV Zwervers. Tussen 1961 en 2005 was ook FC Muluku in competitieverband actief. Korfbal wordt door KCC in de zaal in de Korfbal League gespeeld en op het veld in de Ereklasse. Verder kent Capelle zwemvereniging ACZ, hockeyvereniging HCC, basketbalvereniging Cady '73, turnverenigingen ACTV en TurnAround, gymnastiekvereniging CGV, Tennisclub TC Capelle, badmintonclub BC Schollevaar, volleybalvereniging VCN, cricketvereniging Sparta Cricket 1888, judovereniging Slingerland en Golfclub Capelle. Honkbal wordt er gespeeld door de Eurostars. Tevens heeft Capelle aan den IJssel een tafeltennisvereniging PITT 75. Ook zijn er verscheidene denksportverenigingen, waaronder bridge en schaken (CSV).

## Gemeentebestuur

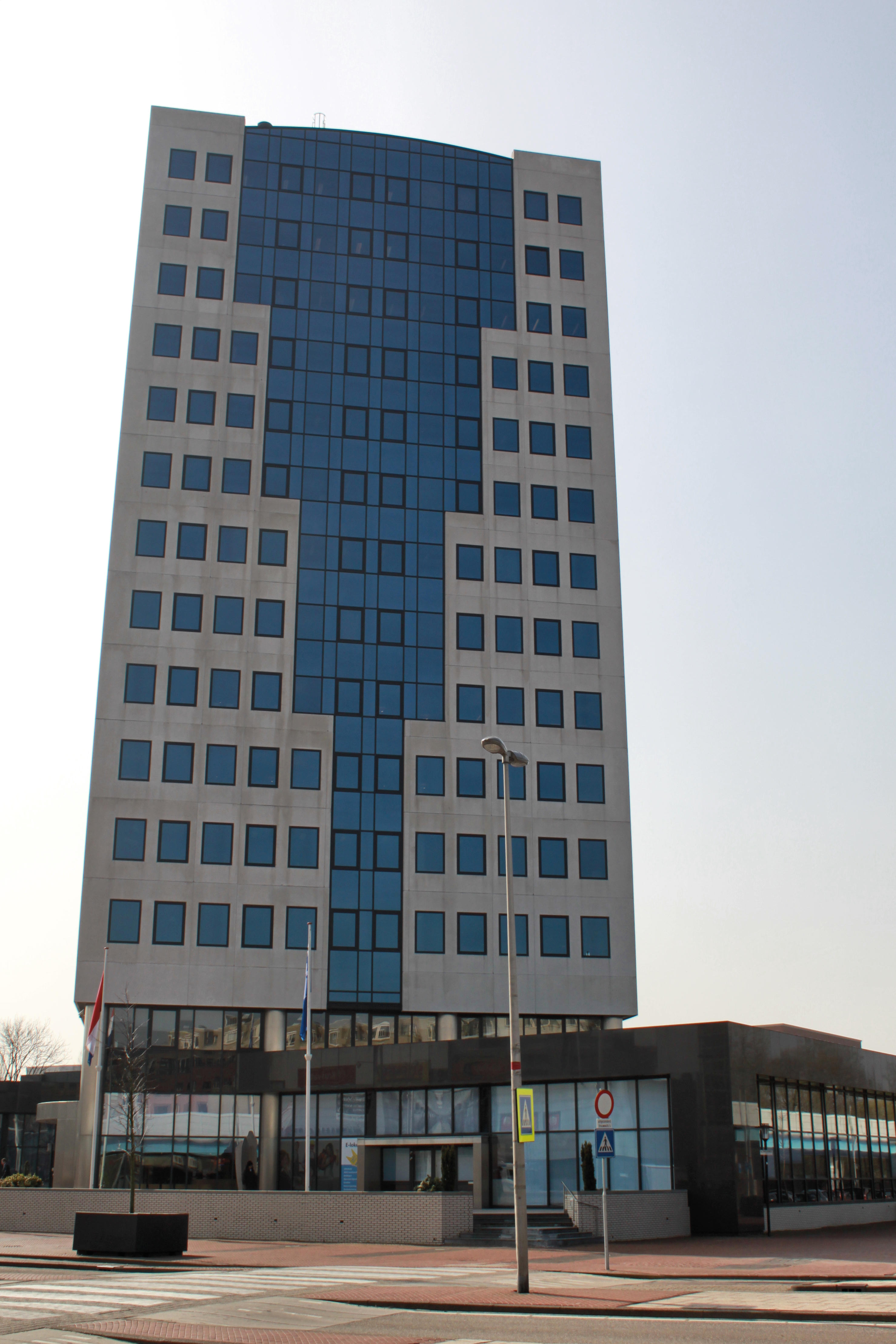
Het gemeentehuis van Capelle aan den IJssel

### Gemeenteraad
De gemeenteraad van Capelle aan den IJssel bestaat uit 33 zetels. Hieronder de behaalde zetels per partij bij de gemeenteraadsverkiezingen sinds 1994:
| Partij                 | 1994 | 1998 | 2002 | 2006 | 2010 | 2014 | 2018 | 2022 |
| ---------------------- | ---- | ---- | ---- | ---- | ---- | ---- | ---- | ---- |
| Leefbaar Capelle       | -    | -    | 8    | 6    | 9a   | 12   | 13   | 11   |
| D66                    | 7    | 2    | 2    | -    | 3    | 4    | 3    | 4    |
| VVD                    | 7    | 8    | 5    | 6    | 5b   | 3    | 4    | 4    |
| SGP                    | 3    | 3    | 2    | 2    | 3    | 3    | 3    | 3    |
| PvdA                   | 6    | 7    | 5    | 9    | 5    | 4d   | 2    | 2    |
| ChristenUniec          | 1    | 2    | 2    | 2    | 2    | 2    | 2    | 2    |
| GroenLinks             | -    | -    | 2    | 2    | 1    | -    | 2    | 2    |
| Capels Bewoners Belang | -    | -    | -    | -    | -    | -    | -    | 2    |
| SP                     | -    | -    | -    | -    | 1    | 3    | 2    | 1    |
| CDA                    | 4    | 4    | 4    | 3    | 2    | 2    | 2    | 1    |
| BVNL                   | -    | -    | -    | -    | -    | -    | -    | 1    |
| Capels Belang          | 3    | 7    | 3    | 3    | 1a   | -    | -    | -    |
| CAPELLE.Nu!            | -    | -    | -    | -    | 1    | -    | -    | -    |
| Trots op Nederland     | -    | -    | -    | -    | 1b   | -    | -    | -    |
| Totaal                 | 31   | 33   | 33   | 33   | 33   | 33   | 33   | 33   |

a In 2010 is Capels Belang opgegaan in Leefbaar Capelle.

b In 2011 is de fractie van ToN opgegaan in VVD.

c Deed in 1994 en 1998 mee als combinatie van de RPF en het GPV, de voorgangers van de ChristenUnie.

d Anderhalve maand na zijn installatie als PvdA-raadslid trad Saritas uit de fractie. In 2015 sloot Saritas zich aan bij Leefbaar Capelle.

### College van B&W
Het college van burgemeester en wethouders bestaat anno oktober 2024 uit de volgende personen:
Joost Manusama (VVD), burgemeester;
- Algemene beleidscoördinatie (bestuurlijke coördinatie en integriteit van beleid)
- Openbare orde met APV
- Brandweer en rampenbestrijding, met de Veiligheidsregio
- Externe en internationale betrekkingen, stadspromotie, intergemeentelijke samenwerking en kabinet
- Metropoolregio
- Juridische zaken en vergunningen, AVG en Woo
- Participatie en burgerbetrokkenheid (als initiator en procesbewaker)
- Dienstverlening en verkiezingen
- Wijkportefeuille Capelle-West

Marc Wilson (Leefbaar Capelle), wethouder;
- Buitenruimte (beleid en beheer)
- Wmo/AWBZ (met ouderen, respijt en mantelzorgers, aanpak eenzaamheid)
- Volksgezondheid en preventie (met bewegen)
- Emancipatie, integratie, inclusie en LHBTIQA+
- Vrijwilligersbeleid
- Wijk- en opgavegericht werken (met WOP’s en gebiedsregie)
- Welzijnswerk en Stichting Welzijn Capelle
- Wijkwethouder Oostgaarde
- 1e locoburgemeester

Rik van Woudenberg (D66), wethouder;
- Financiën en grondzaken
- Deelnemingen en verbonden partijen (met netbeheerder Stedin en crematorium)
- Onderwijshuisvesting en facilitaire diensten (met bouw en onderhoud van maatschappelijk vastgoed)
- Verkeer en vervoer (met vervoersautoriteit)
- Hoofdverkeersinfrastructuur (met MIRT)
- ICT, digitale samenleving
- Kunst en cultuur (met evenementen)
- Recreatie (met Hitland)
- Dierenwelzijn
- Wijkwethouder Fascinatio
- 2e locoburgemeester

Harriët Westerdijk (VVD), wethouder;
- Projectwethouder Rivium
- Werk- en inkomen (met de Participatiewet en Promen)
- Armoedebeleid (met het Jeugdfonds Sport & Cultuur)
- Coördinerend portefeuillehouder sociaal domein
- Sportbeleid
- Onderwijs (met laaggeletterdheid)
- Wijkwethouder 's-Gravenland
- 3e locoburgemeester

Sjoerd Geissler (PvdA), wethouder;
- Wonen (met woonoverlast)
- Projectwethouder energiearmoede
- Duurzaamheid, klimaat/klimaatadaptatie, milieu en energietransitie
- Straatreiniging en afvalinzameling
- Communicatie en burgercontacten (met klantcontactcentrum en digitaal burgerschap)
- Wijkwethouder Schenkel
- 4e locoburgemeester

Eric Faasen (Leefbaar Capelle), wethouder;
- Integrale en sociale veiligheid (met huiselijk geweld, handhaving en verwarde personen)
- Jeugdbeleid (met CAPSLOC)
- Projectwethouder Denk & Doe mee!-fonds
- Leefbaarheid (sociale cohesie en buurtwerk en buurtgroepen, waaronder Huizen van de Wijk en Kinderlabs
- Welstand en monumentenbeleid
- Jeugdzorg (met Centrum voor Jeugd en Gezin)
- Economie
- Personeel en organisatie
- Wijkwethouder Middelwatering
- 5e locoburgemeester

Sjon Stout (Leefbaar Capelle), wethouder;
- Stadsontwikkeling en ruimtelijke ordening
- Projectwethouder Omgevingswet
- Wijkwethouder Schollevaar
- 6e locoburgemeester

Arjan van Gils, gemeentesecretaris;
- algemeen directeur van de ambtelijke organisatie
- eerste adviseur van het college van burgemeester en wethouders

### Samenwerkingsverbanden
Capelle aan den IJssel neemt deel aan een aantal samenwerkingsverbanden. De gemeente maakt onderdeel uit van de Metropoolregio Rotterdam Den Haag. Op kleiner schaalniveau wordt ambtelijk samengewerkt met de gemeenten Krimpen aan den IJssel en Zuidplas: een aantal gemeentelijke diensten is samengevoegd in de gemeenschappelijke regeling IJsselgemeenten. Capelle is lid van het European New Town Platform, een internationaal samenwerkingsverband van groeikernen.

## Geboren
| - Herman Jurgens (1884-1964), voetballer - Wijnand Zeeuw (1892-1957), burgemeester - Gerrit van de Ruit (1911-1981), wielrenner - Rinus Terlouw (1922-1992), voetballer - Henk den Boon (1948), politicus - Jan Schinkelshoek (1953), politicus - Rocky Tuhuteru (1959), presentator - René de Reuver (1959), predikant en theoloog - Jet Bussemaker (1961), politica - Bert Kreuk (1964), kunstverzamelaar - Bart Latuheru (1965), voetballer - Pieter-Jan Belder (1966), muzikant - Ferry de Haan (1972), voetballer - Cor van Dusseldorp (1972), dammer | - David van Weel (1976), minister - Wouter Koolmees (1977), politicus - Claire Verhage (1985), hockeyster - Hesdey Suart (1986), voetballer - Esmée van Kampen (1987), zangeres en actrice - Nick Viergever (1989), voetballer - Sander de Brito Roque (1989), scheidsrechter - Clay Ruperti (1990), journalist en scheidsrechter - Isabelle Roelofs (1993), hoorniste en natuurhoorniste - Rodney Klooster (1996), voetballer - Amir Absalem (1997), voetballer - Tessa Polder (1997), volleybalster - Joël Zwarts (1999), voetballer - Maneaux (1998), producer en artiest - Noa Lang (1999), voetballer - Lauren Molengraaf (2005), wielrenster |

## Aangrenzende gemeenten
| Aangrenzende gemeenten | Aangrenzende gemeenten | Aangrenzende gemeenten | Aangrenzende gemeenten | Aangrenzende gemeenten |
| ---------------------- | ---------------------- | ---------------------- | ---------------------- | ---------------------- |
|                        |                        |                        |                        | Zuidplas               |
|                        |                        |                        |                        |                        |
| Rotterdam              |                        |                        |                        |                        |
|                        |                        |                        |                        |                        |
|                        |                        | Krimpen aan den IJssel |                        |                        |